# 定恵寺 (岐阜市)
定慧寺（定恵寺・じょうえじ）は岐阜県岐阜市山県岩にある阿弥陀如来を本尊とする臨済宗妙心寺派（聖澤派）の寺院。山号は法雲山。美濃新四国八十一番。

## 歴史
明応2年（1493年）に土岐政房が家臣の大野親秀に命じ、東陽英朝を開山として廃寺跡を再興して創建された。
このとき、保護のため近隣に福田庵、知足庵などの七つの庵寺を設けた。
天文　(元号)元年（1532年）には斎藤氏による兵火を被り廃絶の危機に瀕したが、明暦3年（1657年）に愚堂東寔が大智寺の了堂和尚と共に、大野頼直からの寄進を得て復興を成し遂げた。
その後、天明8年（1788年）3月に火災により焼失したが、玄州和尚により再建された。